# Aega efferata
Aega efferata är en kräftdjursart som beskrevs av James Dwight Dana 1853. Aega efferata ingår i släktet Aega och familjen Aegidae. Inga underarter finns listade i Catalogue of Life.